# Pylartes
Pylartes là một chi bướm đêm thuộc họ Crambidae.

## Các loài
- Pylartes subcostalis Walker, 1863
- Pylartes totuanalis (Schaus, 1927)